# 深灣道
深灣道（英語：Shum Wan Road）是香港黃竹坑的一條主要道路，連接南朗山道（近黃竹坑巴士總站）至香港海洋公園水上樂園大閘外，途經深灣、布廠灣及大樹灣等地。在2021年4月20日以前，深灣道是直接進入香港海洋公園範圍內的大樹灣為終點，但2021年4月20日政府刊憲後，海洋公園內的一段深灣道改名為海洋徑（Ocean Drive）。

## 事件
1995年8月13日，深灣道對上之山坡發生山泥傾瀉，泥石跨越深灣道摧毀海旁的船廠及工廠，三間船廠及一間工廠被推進水中，導致兩人死亡、五人受傷。

## 沿路著名地點

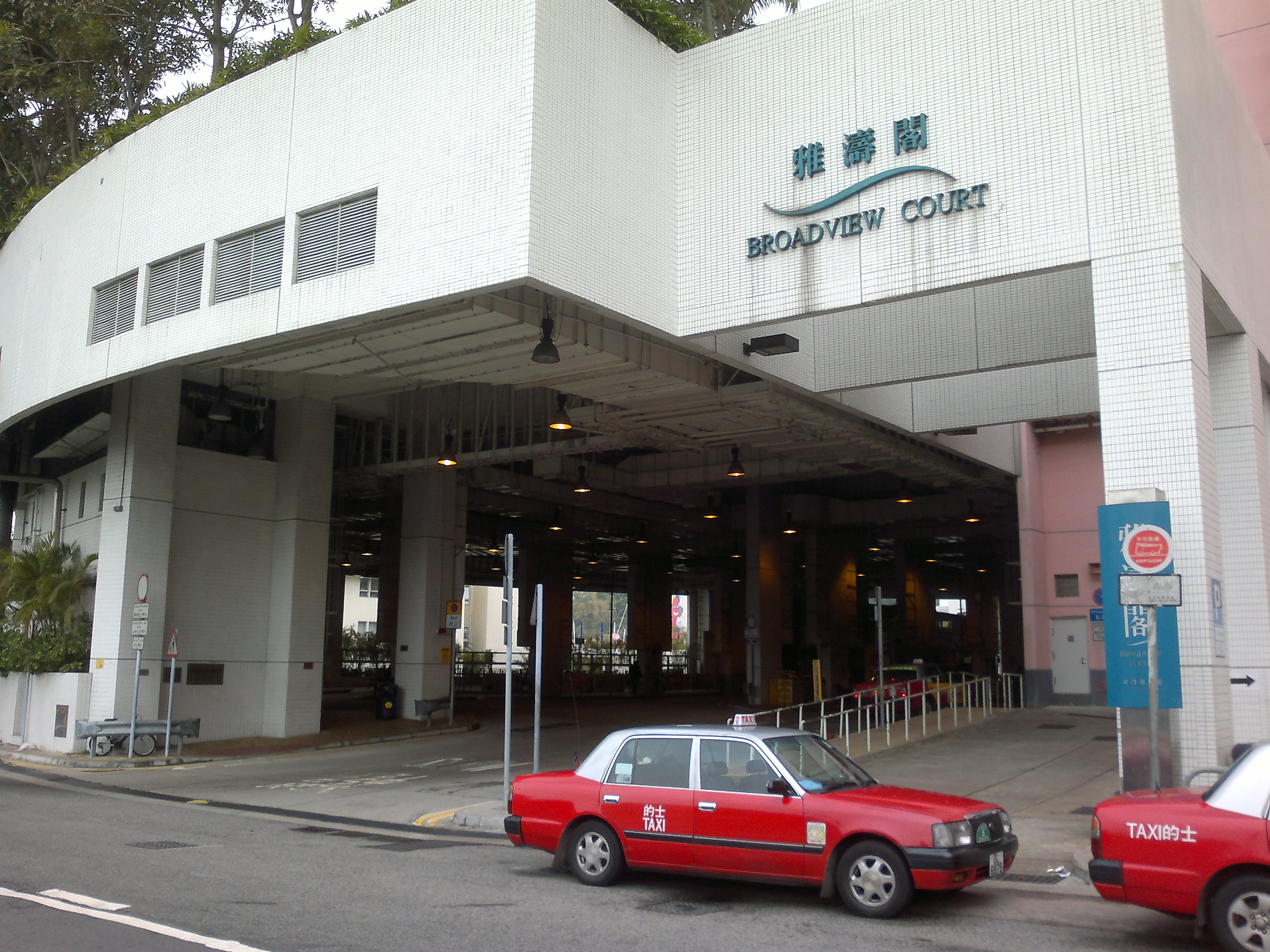
深灣道公共運輸總站

- 港島南岸The Southside大型商場
- 新會商會陳白沙紀念中學
- 包玉剛游泳池
- 南濤閣
- 珍寶海鮮舫碼頭
- 深灣遊艇俱樂部
- 香港仔遊艇會
- 水警黃竹坑基地
- 雅濤閣
- 深灣公共運輸交匯處
- 滬江維多利亞學校
- 香港海洋公園水上樂園
- 富麗敦海洋公園酒店

## 交匯道路
- 南朗山道
- 深灣碼頭徑